# Jet4you
Jet4you è stata una compagnia aerea a basso costo marocchina con base all'aeroporto internazionale Mohammed V di Casablanca; nata nel 2006, ha terminato le attività nel 2012.

## Flotta nel 2010
- 4 Boeing 737-800
- 3 Boeing 737-400